# اگلینتون، کاونتی لاندوندری
اگلینتون (به انگلیسی: Eglinton) یک روستا در بریتانیا است که در شهرستان لندندری واقع شده‌است. اگلینتون ۳٬۱۶۵ نفر جمعیت دارد.